# 维吉尔·范戴克
维吉尔·范戴克（荷蘭語：Virgil van Dijk，1991年7月8日—），荷蘭職業足球運動員，父親來自荷蘭，媽媽是蘇里南非裔，司職中堅，曾效力於蘇超球隊凯尔特人，現效力於英超球隊利物浦，並擔任球隊隊長，他同时担任荷兰国家队队长一职。
他以準確的防守預測及意識、出色的領導能力和制空能力而聞名，是足坛公认的現役最佳中後衛之一。

## 俱乐部生涯

### 格羅寧根
范戴克出生在布雷達，他在威廉二世開始了自己的職業生涯，然後在一個賽季之後在2010年免費轉會到格羅寧根。他在2011年5月1日對陣ADO海牙的比賽中後備出場。2011-12賽季，范戴克在荷甲聯賽中出場23次，在2011年10月30日6-0大勝飛燕諾中，他攻入首個職業入球。2012年1月22日，他在2比1戰胜艾美路荷華高斯打進了在格羅寧根的第二個職業入球，隨後又在4-1擊敗川迪的比賽中再次得分。范戴克在2012年10月7日與飛燕諾2-2戰平的比賽，打入了2012-13賽季的首個進球。

### 些路迪
2013年6月21日，范戴克加盟些路迪，轉會費為260萬英鎊，簽約四年。 8月17日他首次亮相，在蘇格蘭超級聯賽對阿伯丁的比賽在最後13分鐘後備入替。

### 修咸頓
2015年9月1日，范戴克與英超俱樂部南安普頓簽訂了一份為期五年的合同，轉會費為1300萬英鎊。

### 利物浦
2017年12月27日，利物浦宣布范戴克將在2018年1月1日冬季轉會窗口重開時加盟利物浦，據報轉會費為7500萬英鎊，這費用同時打破利物浦及世界足壇後衛的最高轉會費記錄，後來被曼聯的马奎尔打破。

#### 2017/18賽季
2018年1月5日，范戴克在足總杯的第三輪比賽中首次為利物浦上陣，並以一記頭球得分，以2比1戰勝同市對手愛華頓。他也成為自1901年比爾懷特後第一位首次在默西賽德郡打吡中亮相就取得入球的球員。
范戴克在俱樂部的首個賽季的所有比賽中上陣22場比賽，入了1球。

#### 2018/19賽季
2018年12月2日，范戴克在對陣城市對手愛華頓的比賽中問接為球隊取得入球，在第96分鐘范戴克的凌空抽射令愛華頓守門員佐敦·碧福特出現失誤，使迪沃克·奧歷治射入空門，球隊以1-0獲勝。一連串的出色表現，令范戴克獲得了英超2018年11月的PFA最佳球員獎。12月21日，范戴克在對陣狼隊的比賽中，攻入了他在利物浦首個英超入球，協助球隊2比0戰勝對手。范戴克在2018-19賽季繼續他令人印象深刻的表現，令他贏得了2018年12月英超聯賽最佳球員獎。
2019年2月27日，范戴克在5比0擊敗屈福特的比賽中梅開二度。而在歐冠十六強，范戴克也打進一球，利物浦也以3-1擊敗拜仁慕尼黑。2019年3月31日在球隊主場對陣熱刺的比賽中的第84分鐘，當利物浦一度與熱刺打成1-1的時候，熱刺的反擊讓雲迪克要單人同時面對持球的穆沙·施素高和孫興慜，他同時封阻傳球路線並逼施素高以較弱的左腳施射，結果施素高的射門打不中龍門。完場前，利物浦最終靠艾達韋列特的烏龍球以2-1擊敗熱刺。雲迪克賽後表示，他知道孫興慜在這些情況下一般會射入，而施素高是右腳球員，所以他決定逼施素高以左腳射門。這次防守被稱為「教科書式防守」。
2019年4月20日，他是與隊友沙迪奧·文尼一同入圍了PFA球員年度最佳球員提名的六名球員之一。四天后，他與利物浦隊友特倫·阿歷山大-阿諾、沙迪奧·文尼和安祖·羅拔臣一同入選了PFA英超年度最佳陣容。2019年4月28日，他被評為PFA英超年度最佳球員。在6月1日的歐冠決賽中，范戴克被歐洲足協評為賽事的最佳球員。同年8月29日，他更獲得歐洲最佳球員的殊榮，成為13年來首獲此獎的後衞。由2018年3月直到2019年8月25日對阿仙奴的整整50場英超聯比賽中，他並沒有被人扭過。

#### 2019/20賽季
2019年10月，他被選入金球獎30位候選人之一，最終獲得第二。 2020年1月19日，他於利曼大戰中頂入先開記錄的一球，帶領利物浦主場以2-0擊敗曼聯。
雲迪克於整季英超攻入5球，刷新個人英超單賽季進球新高。
他在該季協助利物浦奪得隊史上首座英超冠軍，也是時隔30年再奪英格蘭頂級聯賽冠軍。

#### 2020/21賽季
2020年10月17日，雲迪克在默西賽德郡打吡被埃弗顿門將喬丹·皮克福德粗野攔截之後，他在第六分鐘便被換下。第二天，他宣布右膝前十字韌帶斷裂，將接受手術及预计伤缺6-12个月。

## 国家队生涯
2022年11月，范戴克獲选入2022年世界盃荷蘭的最終26人名單。

## 生涯統計

### 俱樂部
最後更新：2022年7月24日
| 俱樂部   | 賽季     | 聯賽     | 聯賽 | 聯賽 | 國家盃賽 | 國家盃賽 | 聯賽盃 | 聯賽盃 | 歐洲賽 | 歐洲賽 | 其他 | 其他 | 總計 | 總計 |
| 俱樂部   | 賽季     | 層級     | 出賽 | 進球 | 出賽     | 進球     | 出賽   | 進球   | 出賽   | 進球   | 出賽 | 進球 | 出賽 | 進球 |
| -------- | -------- | -------- | ---- | ---- | -------- | -------- | ------ | ------ | ------ | ------ | ---- | ---- | ---- | ---- |
| 格羅寧根 | 2010–11  | 荷甲     | 5    | 2    | 0        | 0        | —      | —      | —      | —      | —    | —    | 5    | 2    |
| 格羅寧根 | 2011–12  | 荷甲     | 23   | 3    | 1        | 0        | —      | —      | —      | —      | —    | —    | 24   | 3    |
| 格羅寧根 | 2012–13  | 荷甲     | 34   | 2    | 3        | 0        | —      | —      | —      | —      | —    | —    | 37   | 2    |
| 格羅寧根 | 總計     | 總計     | 62   | 7    | 4        | 0        | —      | —      | —      | —      | —    | —    | 66   | 7    |
| 些路迪   | 2013–14  | 苏超     | 36   | 5    | 2        | 0        | 1      | 0      | 8      | 0      | —    | —    | 47   | 5    |
| 些路迪   | 2014–15  | 苏超     | 35   | 4    | 5        | 4        | 4      | 0      | 14     | 2      | —    | —    | 58   | 10   |
| 些路迪   | 2015–16  | 苏超     | 5    | 0    | —        | —        | —      | —      | 5      | 0      | —    | —    | 10   | 0    |
| 些路迪   | 總計     | 總計     | 76   | 9    | 7        | 4        | 5      | 0      | 27     | 2      | —    | —    | 115  | 15   |
| 修咸頓   | 2015–16  | 英超     | 34   | 3    | 1        | 0        | 3      | 0      | 0      | 0      | —    | —    | 38   | 3    |
| 修咸頓   | 2016–17  | 英超     | 21   | 1    | 1        | 1        | 2      | 0      | 6      | 2      | —    | —    | 30   | 4    |
| 修咸頓   | 2017–18  | 英超     | 12   | 0    | —        | —        | 0      | 0      | —      | —      | —    | —    | 12   | 0    |
| 修咸頓   | 總計     | 總計     | 67   | 4    | 2        | 1        | 5      | 0      | 6      | 2      | —    | —    | 80   | 7    |
| 利物浦   | 2017–18  | 英超     | 14   | 0    | 2        | 1        | —      | —      | 6      | 0      | —    | —    | 22   | 1    |
| 利物浦   | 2018–19  | 英超     | 38   | 4    | 0        | 0        | 0      | 0      | 12     | 2      | —    | —    | 50   | 6    |
| 利物浦   | 2019–20  | 英超     | 38   | 5    | 1        | 0        | 0      | 0      | 8      | 0      | 3    | 0    | 50   | 5    |
| 利物浦   | 2020-21  | 英超     | 5    | 1    | 0        | 0        | 2      | 0      | 0      | 0      | 1    | 0    | 8    | 1    |
| 利物浦   | 2021-22  | 英超     | 34   | 3    | 5        | 0        | 3      | 0      | 9      | 0      | —    | —    | 51   | 3    |
| 利物浦   | 總計     | 總計     | 129  | 13   | 8        | 1        | 5      | 0      | 35     | 2      | 4    | 0    | 106  | 11   |
| 生涯總計 | 生涯總計 | 生涯總計 | 334  | 33   | 21       | 6        | 15     | 0      | 68     | 6      | 4    | 0    | 442  | 45   |

1. ↑  包括 荷蘭盃, 蘇格蘭足總盃, 英格蘭足總盃
2. ↑  包括 蘇格蘭聯賽盃, 英格蘭聯賽盃
3. 1 2 3 4 5 6  歐洲聯賽冠軍盃
4. ↑  包括六場歐冠盃及八場歐霸盃
5. ↑  歐霸盃
6. ↑  英格蘭社區盾、歐洲超級盃、世界冠軍球會盃各上陣一次
7. ↑  在英格兰社区盾出赛

## 風格特色
范戴克是一名右腳中後衛，儘管他也可以扮演右側中後衛，也可以作為右後衛，但通常在中路防守的左側。范戴克簽約凯尔特人時，凯尔特人的球探稱讚他是一個用球型後衛。
阿根廷國家足球隊隊長利昂内尔·梅西於2019年接受訪問被問及為何范戴克如此難以擊敗時，利昂内尔·梅西回答： 「他是一名知道如何判斷時機的後衛，並懂得等待合適的時機向進攻者發動進攻。他身材高大，十分敏捷，步伐很快，在防守和進攻方面都令人印象深刻。」

## 個人生活
范戴克20岁时遇到了他的妻子，兩人于2017年夏天结婚。这对夫妇的第一个孩子于2014年出生，现在他们有四个孩子。

## 榮譽

### 球會
些路迪
- 蘇格蘭足球超級聯賽冠軍：2013–14、2014–15
- 蘇格蘭聯賽盃冠軍：2014–15

 利物浦
- 英格兰足球超级联赛冠軍：2019–20、2024–25
- 英格蘭聯賽盃冠軍：2021–22、2023–24
- 英格蘭足總盃冠軍：2021–22
- 英格兰社区盾冠軍：2022
- 欧洲冠军联赛冠軍：2018–19
- 世界冠軍球會盃冠軍：2019
- 歐洲超級盃冠軍：2019

### 個人
- 英格蘭PFA足球先生：2018–19
- PFA英超年度最佳陣容：2018–19
- 英格兰足球超级联赛赛季最佳球员：2018–19
- 歐洲最佳球員：2018–19

## 外部連結
- Soccerway資料庫：维吉尔·范戴克
- 足球数据库：Virgil van Dijk的球员统计数据